# Antonio Rolli
Ne doit pas être confondu avec Paolo Antonio Rolli.
Pour les articles homonymes, voir Rolli.
Antonio Rolli ou Roli, né à Bologne en 1643 et mort dans cette même ville en 1695, est un peintre italien actif au XVIIe siècle dans sa ville natale en quadratura.

## Biographie
Antonio Rolli fut l'élève d'Angelo Michele Colonna et travailla avec son frère Giuseppe (ou Gioseffo) qui réalisait les images. 
En 1695 il a réalisé le plafond de l'église San Paolo Maggiore à Bologne. Sa mort est survenue après être tombé de l'échafaudage pendant ce travail. Paolo Guidi et Giuseppe ont complété la décoration.